# بطولة آسيا لكرة القدم الشاطئية 2017
كانت بطولة آسيا لكرة القدم الشاطئية 2017 أحد بطولات كرة القدم الشاطئية المُقامة في آسيا وجرت بين 4-11 مارس 2017 في ماليزيا. كانت البطولة مقررة أصلاً في الفترة من 21 إلى 29 يناير 2017، ولكن تم تأجيلها. تأهلت الفرق الثلاثة الأولى لكأس العالم لكرة القدم الشاطئية 2017 في جزر الباهاما.

## الفرق المشاركة
التالي هم ال14 فريق المشارك بالبطولة، ماليزيا هي الدولة المضيفة وميانمار انسحبت من المشاركة.
- أفغانستان
- البحرين
- الصين
- إيران
- العراق
- اليابان
- لبنان
- ماليزيا (المضيف)
- ميانمار (منسحب)
- عمان
- قطر
- تايلاند
- الإمارات العربية المتحدة
- أوزبكستان

## القرعة
شارك 13 فريق بعد انسحاب ميانمار.
| فئة 1                       | فئة 2                                           | فئة 3                           | فئة 4             | فئة 5                 |
| --------------------------- | ----------------------------------------------- | ------------------------------- | ----------------- | --------------------- |
| 1. عمان 2. اليابان 3. إيران | 1. لبنان 2. الإمارات العربية المتحدة 3. البحرين | 1. أوزبكستان 2. الصين 3. العراق | 1. تايلاند 2. قطر | - أفغانستان - ماليزيا |

## مرحلة المجموعات
يكسب كل فريق ثلاث نقاط للفوز في وقت التنظيم، ونقطتين للفوز في الوقت الإضافي، ونقطة واحدة للفوز في ركلات الترجيح، ولا نقاط للهزيمة. الفائزون من كل مجموعة والأفضل من المركز الثاني إلى نصف النهائي.

### المجموعة A
| م | فريق        | لعب | ك | W+ | WP | خ | له | عليه | ف   | نقاط | التأهل         |
| - | ----------- | --- | - | -- | -- | - | -- | ---- | --- | ---- | -------------- |
| 1 | إيران       | 4   | 4 | 0  | 0  | 0 | 35 | 3    | +32 | 12   | Knockout stage |
| 2 | البحرين     | 4   | 3 | 0  | 0  | 1 | 19 | 14   | +5  | 9    |                |
| 3 | أفغانستان   | 4   | 2 | 0  | 0  | 2 | 17 | 17   | 0   | 6    |                |
| 4 | ماليزيا (H) | 4   | 1 | 0  | 0  | 3 | 10 | 26   | −16 | 3    |                |
| 5 | الصين       | 4   | 0 | 0  | 0  | 4 | 3  | 24   | −21 | 0    |                |

| الصين | 0–5   | البحرين                                           |
| ----- | ----- | ------------------------------------------------- |
|       | تقرير | جمال 1'، 17' · أحمد 31' · عبد الله 31' · سالم 35' |

| أفغانستان                                   | 5–3   | ماليزيا                  |
| ------------------------------------------- | ----- | ------------------------ |
| باران 5' · شريفي 11' · قاديري 28'، 30'، 31' | تقرير | أساري 5'، 31' · نظام 34' |

| أفغانستان                                                     | 7–2   | الصين            |
| ------------------------------------------------------------- | ----- | ---------------- |
| محمدي 3'، 17' · شريفي 16' · قاديري 11'، 20'، 28' · غولزار 35' | تقرير | كوي 11' · لي 16' |

| ماليزيا | 0–14  | إيران |
| ------- | ----- | --- |
|         | تقرير | مسلم مسيغار 3'، 7' · مختاري 7'، 12'، 17'، 30' · بولوكباشي 11'، 17'، 23'، 30' · كياني 12' · ناظم 14' · بهزاد بور 17' · أحمد زادة 21' |

| البحرين                                                                    | 6–5   | ماليزيا                                         |
| -------------------------------------------------------------------------- | ----- | ----------------------------------------------- |
| المالكي 11' · جمال 12' · محمد 13' · عبدالله 17' · سالم 19' · العبدالله 32' | تقرير | موزير 11' · يوسف 19'، 35' · محمد 23' · نظام 28' |

| إيران                                                                      | 6–1   | أفغانستان |
| -------------------------------------------------------------------------- | ----- | --------- |
| بولوكباشي 7'، 18' (ركلة.)، 34' · ناظم 10' · مسلم مسيغار 19' · عبدُاللهي 36' | تقرير | قادري 7'  |

| البحرين                                                          | 6–4   | أفغانستان                             |
| ---------------------------------------------------------------- | ----- | ------------------------------------- |
| جمال 6'، 15' · احمد 10' · عاشور 14' · المالكي 22' · اليعقوبي 32' | تقرير | قادري 21'، 31' · جعفري 24' · علوي 27' |

| الصين | 0–10  | إيران                                                                                                  |
| ----- | ----- | --- |
|       | تقرير | مختاري 1'، 8'، 13' · بولوكباشي 6'، 31' · مسلم مسيغار 6' · حسيني 10' · ناظم 13' · مرادي 14' · أكبري 19' |

| ماليزيا            | 2–1   | الصين   |
| ------------------ | ----- | ------- |
| يوسف 2' · محمد 12' | تقرير | ليو 16' |

| إيران                                                      | 5–2   | البحرين                |
| ---------------------------------------------------------- | ----- | ---------------------- |
| أحمد زادة 12'، 15' · بهزاد بور 14' · ناظم 23' · مختاري 28' | تقرير | العبدالله 4' · أحمد 6' |

### المجموعة B
خطأ لوا: bad argument #1 to 'formatNum' (NaN).
| عمان                                   | 3–2   | تايلاند                |
| -------------------------------------- | ----- | ---------------------- |
| العريمي 29'، 35' (ركلة.) · العريمي 30' | تقرير | نانان 6' · بينكايو 27' |

| تايلاند     | 1–6   | لبنان                                                                        |
| ----------- | ----- | ---------------------------------------------------------------------------- |
| مادتوها 29' | تقرير | جرادا 1' · جلال 3' · مرحي 13' · عبدالله 26' (ركلة.) · م.مطر 27' · سليمان 33' |

| عمان                                 | 3–4   | لبنان                                 |
| ------------------------------------ | ----- | ------------------------------------- |
| العريمي 11' · الزدجلي 22' · سالم 28' | تقرير | الزين 16' · مرحي 28'، 36' · جرادا 36' |

### المجموعة C
| م | فريق                     | لعب | ك | W+ | WP | خ | له | عليه | ف   | نقاط | التأهل         |
| - | ------------------------ | --- | - | -- | -- | - | -- | ---- | --- | ---- | -------------- |
| 1 | الإمارات العربية المتحدة | 3   | 3 | 0  | 0  | 0 | 19 | 5    | +14 | 9    | Knockout stage |
| 2 | اليابان                  | 3   | 2 | 0  | 0  | 1 | 29 | 7    | +22 | 6    | Knockout stage |
| 3 | العراق                   | 3   | 0 | 0  | 1  | 2 | 4  | 19   | −15 | 1    |                |
| 4 | قطر                      | 3   | 0 | 0  | 0  | 3 | 3  | 24   | −21 | 0    |                |

| الإمارات العربية المتحدة                                   | 6–0   | العراق |
| ---------------------------------------------------------- | ----- | ------ |
| كريم 2' · محمد 9' · علي 12'، 19' · و.سالم 16' · أ.سالم 32' | تقرير |        |

| اليابان | 14–0  | قطر |
| --- | ----- | --- |
| أوبا 5' · موريرا 7'، 11'، 13'، 25' · غوتو 16'، 24' · اكاغوما 19'، 19' (ركلة.)، 25' (ركلة.) · ساكاتا 20'، 27' · ايينو 29'، 31' | تقرير |     |

| قطر      | 1–8   | الإمارات العربية المتحدة                                                                      |
| -------- | ----- | --------------------------------------------------------------------------------------------- |
| داود 22' | تقرير | و.سالم 3'، 12' · أ.محمد 3' · دريعي 7' · الجاسم 8' (ه.ذ.) · محمد 13' · أ.سالم 26' · و.محمد 33' |

| العراق                 | 2–11  | اليابان |
| ---------------------- | ----- | --- |
| إبراهيم 16' · محمد 28' | تقرير | أوبا 1'، 5'، 26'، 35' · أكاغوما 6'، 9' · غوتو 12' · تيروكينا 15' · هاراغوتشي 23' · ساكاتا 27' · موريرا 28' |

| العراق                      | 2–2 (ب.و.إ.) | قطر                      |
| --------------------------- | ------------ | ------------------------ |
| ناجي 8' · الجاسم 11' (ه.ذ.) | تقرير        | داود 14'، 28'            |
| ركلات الترجيح               |              |                          |
| حاتم · ناجي · عبد الزهراء   | 3–2          | الروميحي · جعفر · العنزي |

| اليابان                                      | 4–5   | الإمارات العربية المتحدة                                    |
| -------------------------------------------- | ----- | ----------------------------------------------------------- |
| موريرا 6' · غوتو 21'، 29' (ركلة.) · أوبا 36' | تقرير | كريم 23' · المنتصر 24' · أ.محمد 25' · محمد 31' · أ.سالم 36' |

## ترتيب الفرق ذات المركز الثاني
لضمان المساواة في مقارنة وصيف المجموعة الذي يتأهل، يتم تجاهل المباريات ضد الفريقين الرابع والخامس في المجموعة A والمباراة ضد الفريق الرابع في المجموعة C.
| م | مجموعة | فريق    | لعب | ك | W+ | WP | خ | له | عليه | ف  | نقاط | التأهل         |
| - | ------ | ------- | --- | - | -- | -- | - | -- | ---- | -- | ---- | -------------- |
| 1 | C      | اليابان | 2   | 1 | 0  | 0  | 1 | 15 | 7    | +8 | 3    | Knockout stage |
| 2 | B      | عمان    | 2   | 1 | 0  | 0  | 1 | 6  | 6    | 0  | 3    |                |
| 3 | A      | البحرين | 2   | 1 | 0  | 0  | 1 | 8  | 9    | −1 | 3    |                |

## مرحلة خروج المغلوب

### الفئة
| نصف النهائي              |         | النهائي                  |         | مباراة المركز الثالث |         |
| 10 مارس                  | 10 مارس | 11 مارس                  | 11 مارس | 11 مارس              | 11 مارس |
| ------------------------ | ------- | ------------------------ | ------- | -------------------- | ------- |
| الإمارات العربية المتحدة | 4 (2)   | الإمارات العربية المتحدة | 2       | لبنان                | 3       |
| لبنان                    | 4 (1)   | الإمارات العربية المتحدة | 2       | اليابان              | 6       |
| 10 مارس                  | 10 مارس | إيران                    | 7       |                      |         |
| إيران                    | 8       | إيران                    | 7       |                      |         |
| اليابان                  | 6       | إيران                    | 7       |                      |         |

### نصف النهائي
الفائز يتأهل إلى كأس العالم الشاطئية 2017.
| الإمارات العربية المتحدة                       | 4–4 (ب.و.إ.) | لبنان                                |
| ---------------------------------------------- | ------------ | ------------------------------------ |
| أ.سالم 5' (ركلة.) · محمد 20' · أ.محمد 24'، 27' | تقرير        | غراتا 5' · م.مطر 24' · مرحي 25'، 25' |
| ركلات الترجيح                                  |              |                                      |
| محمد · المنتصر                                 | 2–1          | الزين · مرحي · فتال                  |

| إيران                                                                                        | 8–6   | اليابان                                                 |
| -------------------------------------------------------------------------------------------- | ----- | ------------------------------------------------------- |
| أحمد زادة 4'، 27' · مسلم مسيغار 11' · مختاري 12' (ركلة.)، 23' · عبدُاللهي 14'، 33' · ناظم 31' | تقرير | غوتو 3'، 36' · أوكاغوما 9'، 29' · أوبا 11' · موريرا 13' |

### مباراة المركز الثالث
الفائز يتأهل إلى كأس العالم الشاطئية 2017.
| لبنان                    | 3–6   | اليابان                                           |
| ------------------------ | ----- | ------------------------------------------------- |
| فتال 16'، 28' · مرحي 25' | تقرير | غوتو 2'، 16'، 27'، 36' · هاراغوتشي 12' · أوبا 31' |

### النهائي
| الإمارات العربية المتحدة | 2–7   | إيران                                                                   |
| ------------------------ | ----- | ----------------------------------------------------------------------- |
| جمال 20' · محمد 22'      | تقرير | مسلم مسيغار 2'، 18' · حسيني 3' · مختاري 10'، 35' · أكبري 24' · ناظم 32' |

## الجوائز

### البطل
| بطل بطولة أسيا لكرة القدم الشاطئية 2017 |
| --------------------------------------- |
| إيران للمرة الثانية                     |

### جوائز فردية
جوائز البطولة.
| أفضل لاعب                  |
| -------------------------- |
| محمد علي مختاري            |
| الهداف                     |
| محمد علي مختاري (12 goals) |
| جائزة اللعب النظيف         |
| إيران                      |

Source: AFC

## الترتيب النهائي
| المركز | الفريق                   |
| ------ | ------------------------ |
| الأول  | إيران                    |
| الثاني | الإمارات العربية المتحدة |
| الثالث | اليابان                  |
| 4      | لبنان                    |
| 5–12   | أفغانستان                |
| 5–12   | البحرين                  |
| 5–12   | الصين                    |
| 5–12   | العراق                   |
| 5–12   | ماليزيا                  |
| 5–12   | عمان                     |
| 5–12   | قطر                      |
| 5–12   | تايلاند                  |

## الملخص
| المركز | الفرق                    | عدد المباريات | الفوز | WE | WP | الخسارة | هدف له | هدف عليه | فارق الأهداف | النقاط |
| ------ | ------------------------ | ------------- | ----- | -- | -- | ------- | ------ | -------- | ------------ | ------ |
| 1      | إيران                    | 6             | 6     | 0  | 0  | 0       | 50     | 11       | +39          | 18     |
| 2      | الإمارات العربية المتحدة | 5             | 3     | 0  | 1  | 1       | 25     | 16       | +9           | 10     |
| 3      | اليابان                  | 5             | 3     | 0  | 0  | 2       | 41     | 18       | +23          | 9      |
| 4      | لبنان                    | 4             | 2     | 0  | 0  | 2       | 17     | 14       | +3           | 6      |
| 5      | البحرين                  | 4             | 3     | 0  | 0  | 1       | 19     | 14       | +5           | 9      |
| 6      | أفغانستان                | 4             | 2     | 0  | 0  | 2       | 17     | 17       | 0            | 6      |
| 7      | عمان                     | 2             | 1     | 0  | 0  | 1       | 6      | 6        | 0            | 3      |
| 8      | ماليزيا                  | 4             | 1     | 0  | 0  | 3       | 10     | 26       | -16          | 3      |
| 9      | العراق                   | 3             | 0     | 0  | 1  | 2       | 4      | 19       | -15          | 1      |
| 10     | تايلاند                  | 2             | 0     | 0  | 0  | 2       | 3      | 9        | -6           | 0      |
| 11     | قطر                      | 3             | 0     | 0  | 0  | 3       | 3      | 24       | -21          | 0      |
| 12     | الصين                    | 4             | 0     | 0  | 0  | 4       | 3      | 24       | -21          | 0      |

### الفرق المؤهلة لكأس العالم للكرة الشاطئية 2017
كأس العالم لكرة القدم الشاطئية 2017.
| الفريق                   | التاريخ       | عدد مرات الظهور في بطولات كأس العالم للكرة الشاطئية (في حقبة الفيفا من 2005) |
| ------------------------ | ------------- | ---------------------------------------------------------------------------- |
| إيران                    | 10 March 2017 | 6 (2006، 2007، 2008، 2011، 2013، 2015)                                       |
| الإمارات العربية المتحدة | 10 March 2017 | 4 (2007، 2008, 2009, 2013)                                                   |
| اليابان                  | 11 March 2017 | 8 (2005، 2006، 2007، 2008، 2009، 2011، 2013، 2015)                           |

## روابط خارجية
- AFC Beach Soccer Championship
, the-AFC.com
- AFC Beach Soccer Championship 2017 نسخة محفوظة 13 يناير 2017 على موقع واي باك مشين. at Beachsoccer.com
- AFC Beach Soccer Championship 2017, stats.the-AFC.com